# オリジナル・サウンドトラック
『オリジナル・サウンドトラック』（The Original Soundtrack）は、1975年に発表された10ccの3枚目のアルバム。「アイム・ノット・イン・ラヴ」を収録した彼らの代表作。また、フォノグラム（マーキュリー・レーベル）移籍後初のアルバムでもある。
それまで2枚のアルバムをリリースしてきたUKレコードは零細レーベルであり、プロモーション予算も少なかったため、英国ではヒット曲を連発していたにもかかわらず、米国ではぱっとしなかった。そうした不満を募らせていた彼らが移籍を画策してテコにしようとしたのが本作であった。まず新興のヴァージン・レコードを率いるリチャード・ブランソンが興味を示したが、結局は資金力にものを言わせたフォノグラムが契約を勝ち取った。
ロック・オペラ「パリの一夜」で始まる一種のコンセプト・アルバム。「架空の映画のサウンドトラック」という10ccらしい風変わりな設定で制作された。シングル・カットされた「アイム・ノット・イン・ラヴ」は全英1位・全米2位を獲得する大ヒットとなった（他にオランダ、ベルギーで5位、西ドイツで8位）。
先行シングルの「人生は野菜スープ」は、ロル・クレームとエリック・スチュワートがタクシーに乗っていた時、かかっていたラジオのＤＪが発したフレーズから生まれた曲で、全英7位、ベルギー15位、オランダ17位を記録した。さらに日本盤が出たとき、邦題からインスピレーションを得て片岡義男が同タイトルの小説を書いている（1976年）。
前作に続き、カバー・デザインはヒプノシス。ゲートフォールド・カバーの両側、歌詞カードともハンフリー・オーシャンの細密な鉛筆画が使われている。

## 収録曲
Side 1
1. パリの一夜 - Une Nuit a Paris
  1. パリのある夜 - Part 1 : One Night in Paris
  2. 同じその夜のパリ - Part 2 : The Same Night in Paris
  3. 夜がふけて - Part 3 : Later The Same Night in Paris
2. アイム・ノット・イン・ラヴ - I'm Not in Love
3. ゆすり - Blackmail

Side 2
1. 2度目の最後の晩さん - The Second Sitting For The Last Supper
2. ブランド・ニュー・デイ - Brand New Day
3. フライング・ジャンク - Flying Junk
4. 人生は野菜スープ - Life Is a Minestrone
5. 我が愛のフィルム - The Film of My Love